# 2003 en Nouvelle-Écosse
Chronologie de la Nouvelle-Écosse
- 1999
- 2000
- 2001
- 2002
- 2003
- 2004
- 2005
- 2006
- 2007

Cette page concerne des événements survenus en 2003 dans la province canadienne de Nouvelle-Écosse.

## Politique
- Premier ministre : John F. Hamm
- Chef de l'Opposition :
- Lieutenant-gouverneur : Myra Freeman
- Législature :

## Événements
- 5 août : élection générale : le Parti progressiste-conservateur perd sa majorité à la Chambre d'Assemblée, mais réussit néanmoins à former un gouvernement minoritaire ; le Nouveau Parti démocratique forme l'opposition officielle.